# South Wimbledon (stanice metra v Londýně)
South Wimbledon je stanice metra v Londýně, otevřená roku 1926. Nachází se v tarifních zónách 3 a 4. Leží v londýnském obvodu Merton a jedná se o nejjižněji položenou podzemní stanici londýnského metra. Nachází se na lince Northern Line (mezi stanicemi Morden a Colliers Wood).

## Historie
Stanice byla součástí prodloužení City and South London Railway (C&SLR) na jih. Tento projekt byl navržen jako součást poválečného rozvoje metropole. Plány se setkaly s odporem u Southern Railway, která v důsledku stavby očekávala pokles počtu pasažérů. V červenci roku 1923 se povedlo dojednat kompromis. Prodloužení C&SLR bylo povoleno a výstavba začala na konci roku 1923. Byl vystavěn úsek mezi stanicemi Clapham Common a Morden. Stanice South Wimbledon byla společně s ostatními stanicemi tohoto úseku otevřena 13. září 1926. Stanice se původně měla jmenovat Merton Grove, jelikož se nachází v městském obvodu Merton, nakonec však bylo rozhodnuto stanici pojmenovat podle nedalekého Wimbledonu. Od roku 1928 se používal název South Wimbledon (Merton). Dnešní název bez závorky se ujal v padesátých letech.

## Budova stanice
Staniční budovu South Wimbledon navrhl architekt Charles Holden, stejně jako ostatní stanice na novém úseku C&SLR. Byl to jeho první významnější projekt pro londýnské metro. Staniční budova byla postavena z portlandského vápence. Od roku 1987 je zapsána na seznamu budov zvláštního architektonického nebo historického významu, stupeň II. Fasáda stanice South Wimbledon je mírně zakřivená, čímž se liší od ostatních Holdenových staveb na tomto úseku metra. Nad vstupem se nachází prosklená plocha, kterou rozdělují sloupy na tři části. Jejich hlavice představují trojrozměrnou verzi loga metra. Prostřední části nad hlavním vchodem je dominuje tento symbol ve větším dvourozměrném provedení. Po obou stranách od vstupu se pak nacházejí obchody. 
Podzemní nástupiště s kolejemi v obou směrech jsou přístupná po eskalátorech. Stanice není bezbariérově přístupná.

## Provoz
South Wimbledon leží na větvi linky Northern Line, která vede do stanice Morden. Vlaky obsluhují stanici v průběhu celého dne kromě nočních hodin a zajíždějí do obou větví linky v centru města i obou větví v severním Londýně (s konečnou Edgware, High Barnet či případně Mill Hill East). V pátek a v sobotu je k dispozici noční provoz linky přes Charing Cross do High Barnet či Edgware s frekvencí osmi odjezdů za hodinu (čtyři do každé větve). TfL stanici klasifikuje jako „metro“.

### Dopravní návaznost
Stanici obsluhují autobusové linky 57, 93, 131, 152, 219, 655 a noční linka N155.
V docházkové vzdálenosti (asi 800 m) se nachází zastávka londýnských tramvají Morden Road. Přestup je zaznačen také na mapě metra.

### Využití stanice
| Rok  | Počet cestujících |
| ---- | ----------------- |
| 2019 | 4,59 mil.         |
| 2020 | 1,52 mil.         |
| 2021 | 2,08 mil.         |
| 2022 | 2,12 mil.         |
| 2023 | 3,91 mil.         |
| 2024 | 3,88 mil.         |

## Galerie

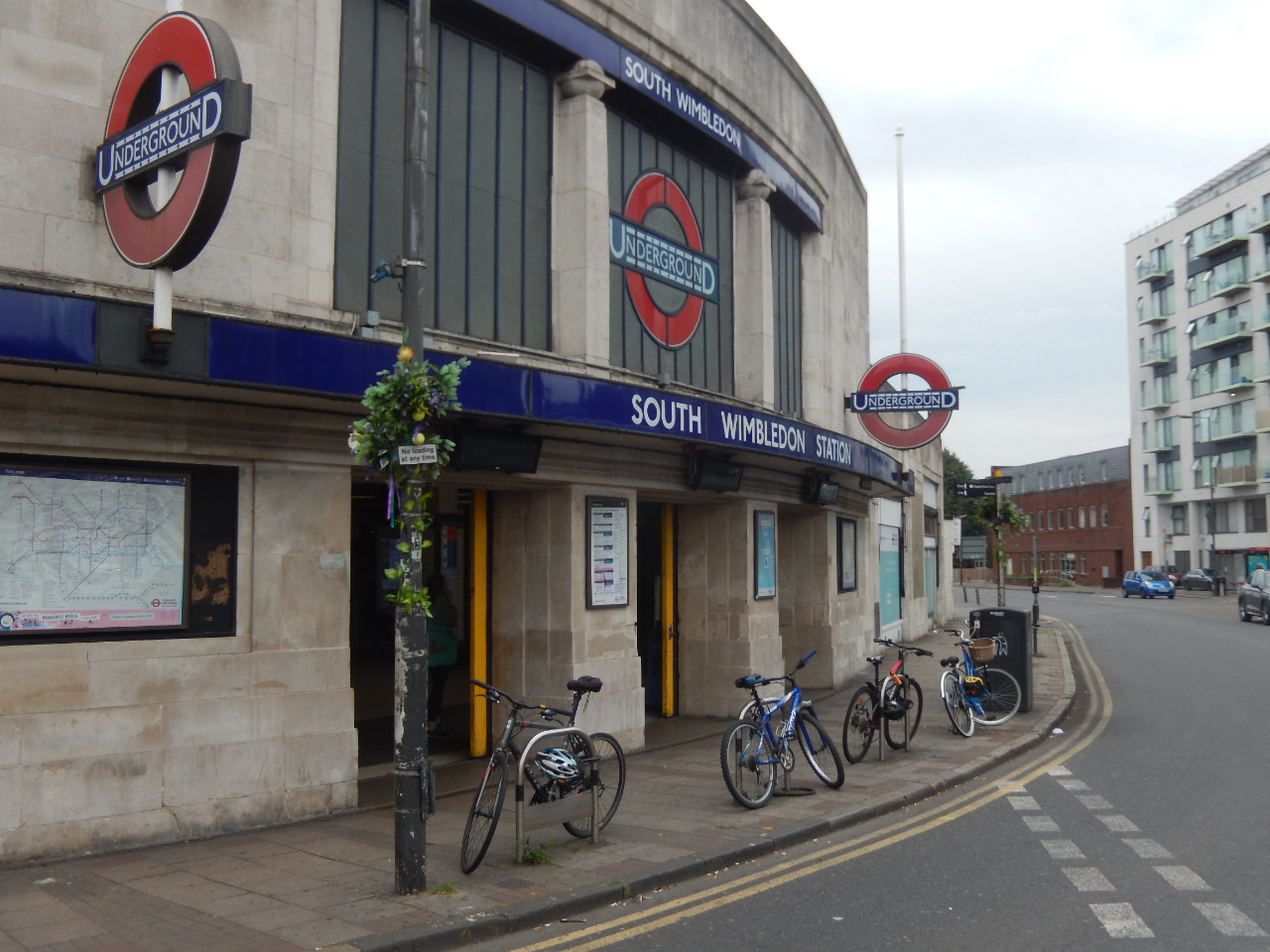
Zakřivená fasáda při pohledu z ulice
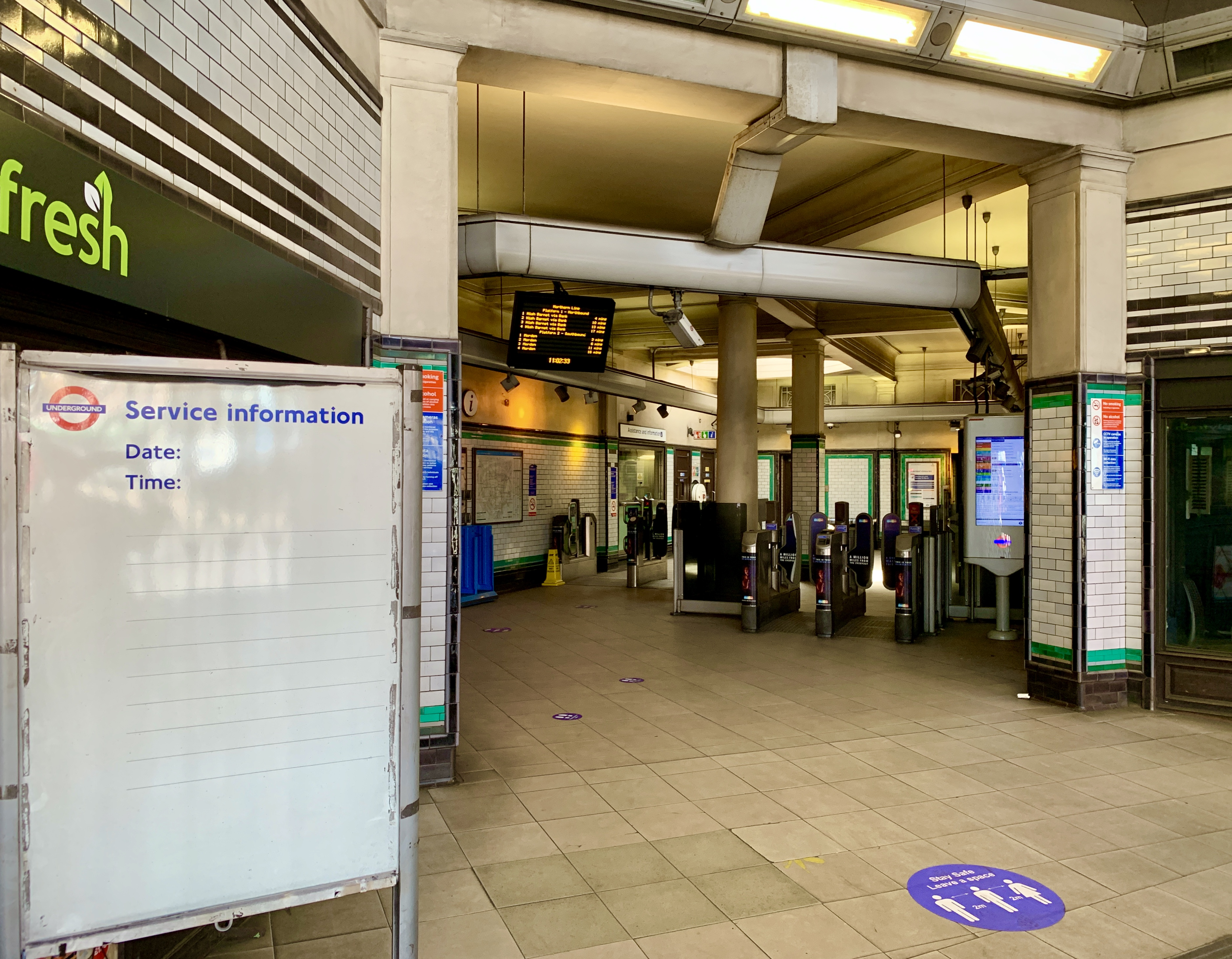
Vestibul stanice South Wimbledon
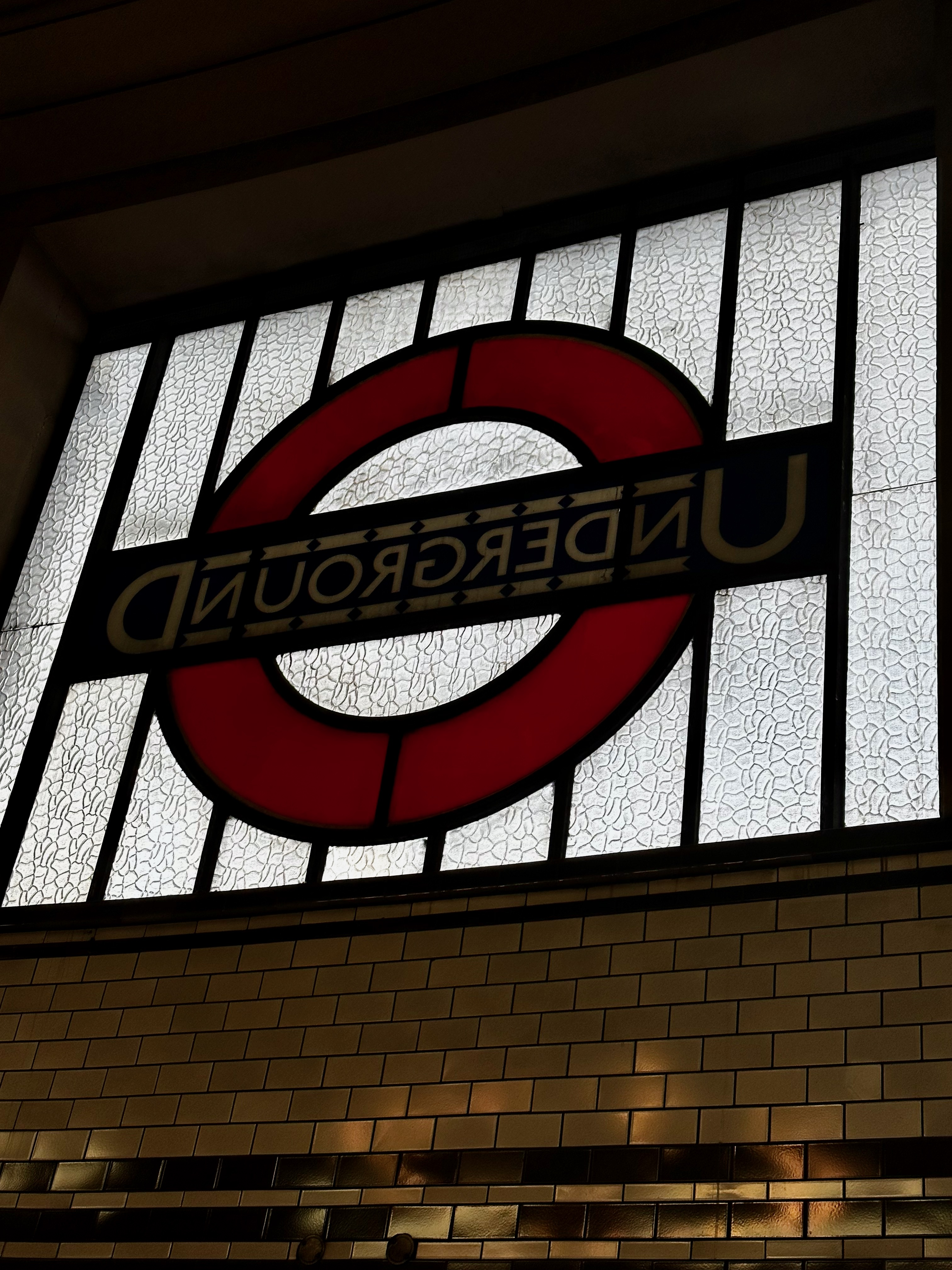
Logo na průčelí, detailní pohled zevnitř
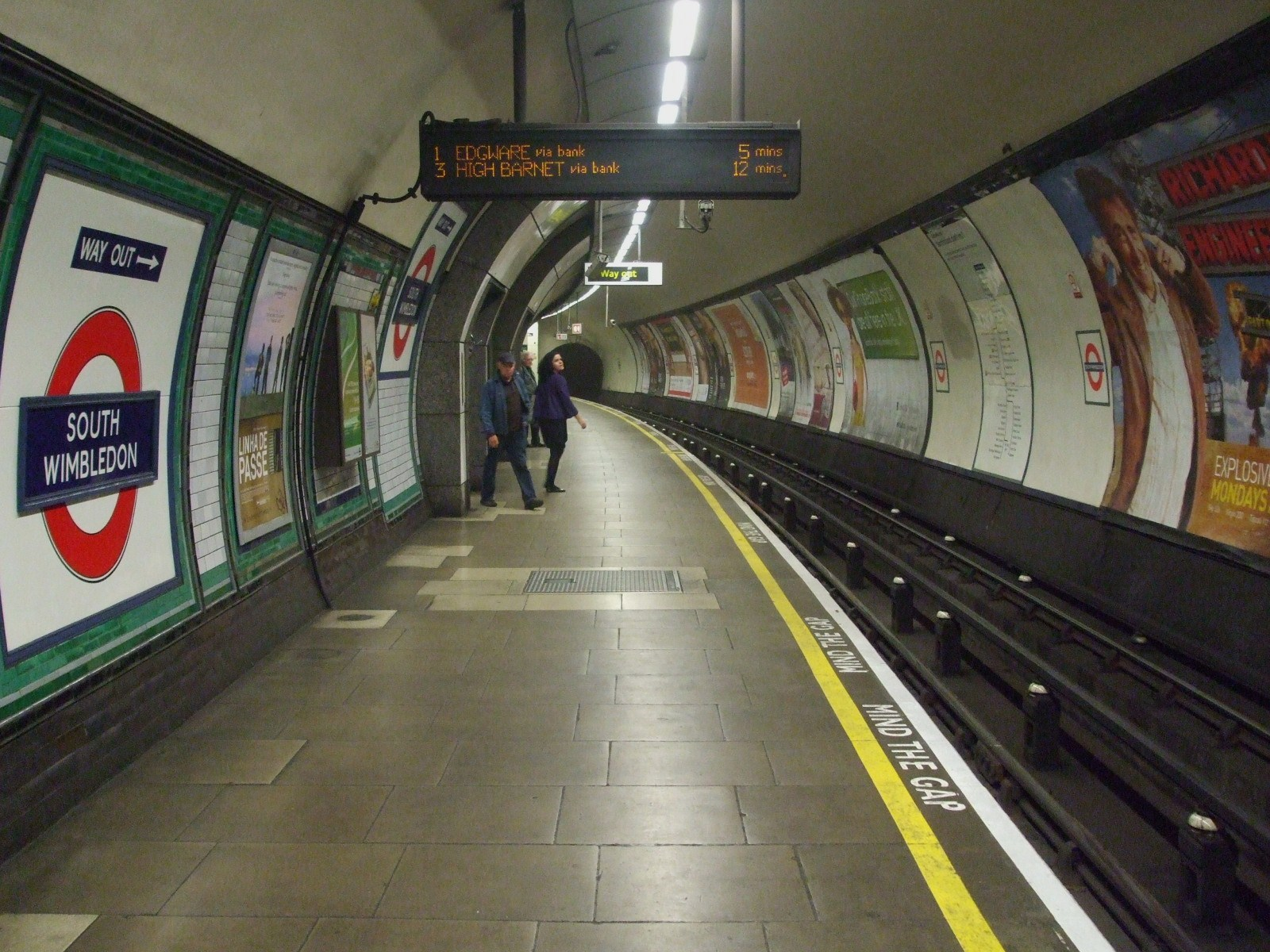
Nástupiště ve směru do centra města
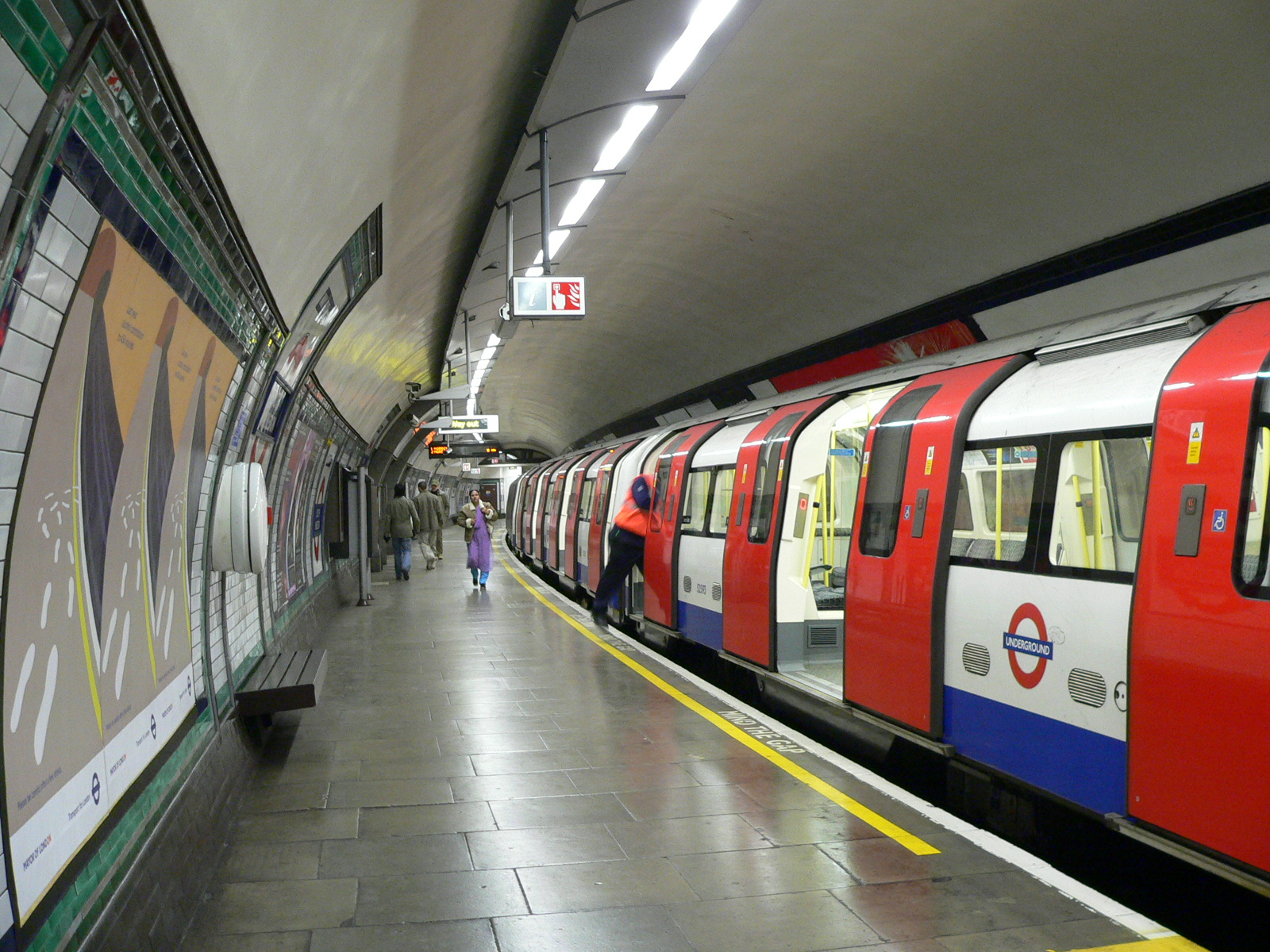
Vlak stojící na nástupišti (výjimečně zde končí)
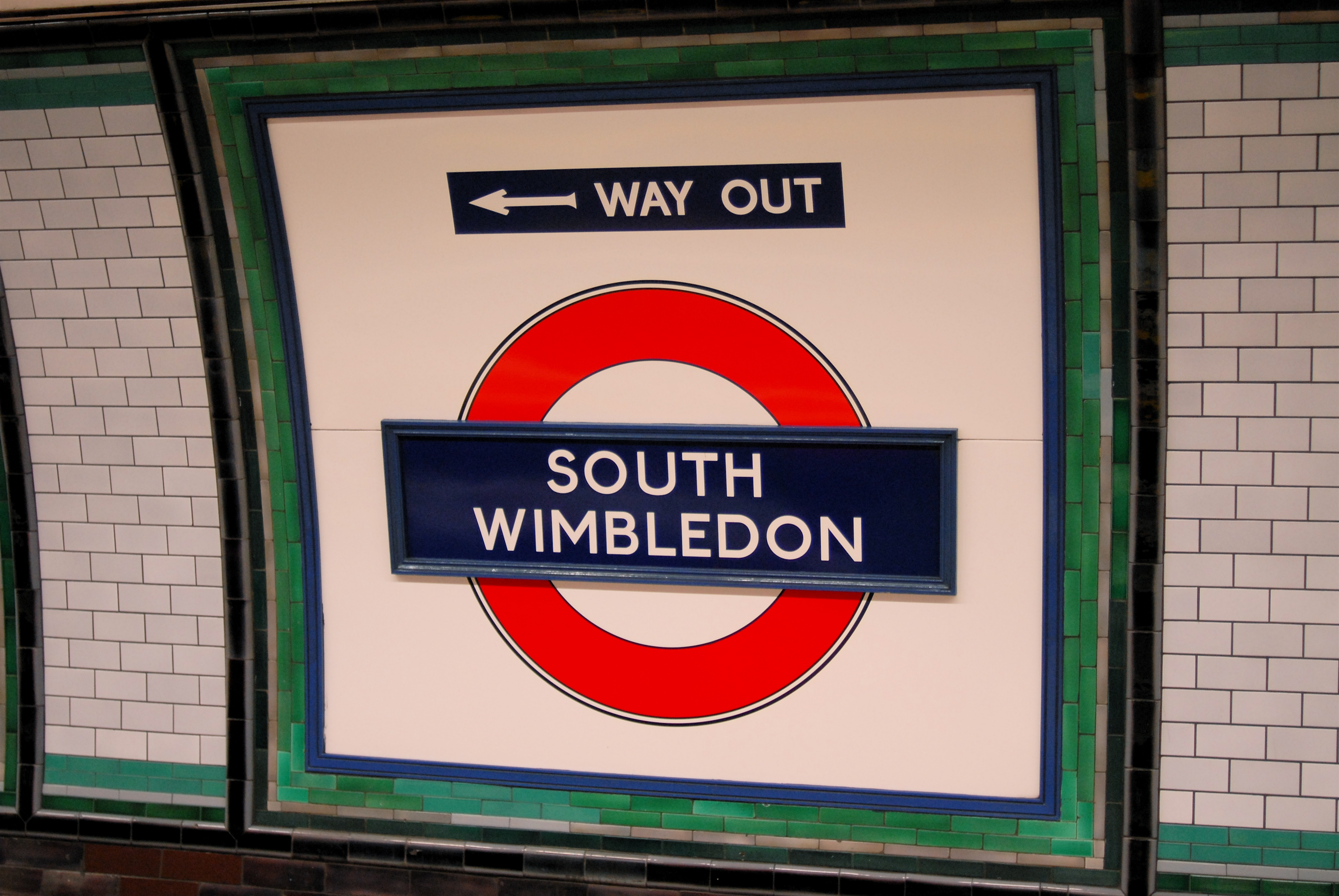
Logo londýnského metra s názvem stanice na nástupišti
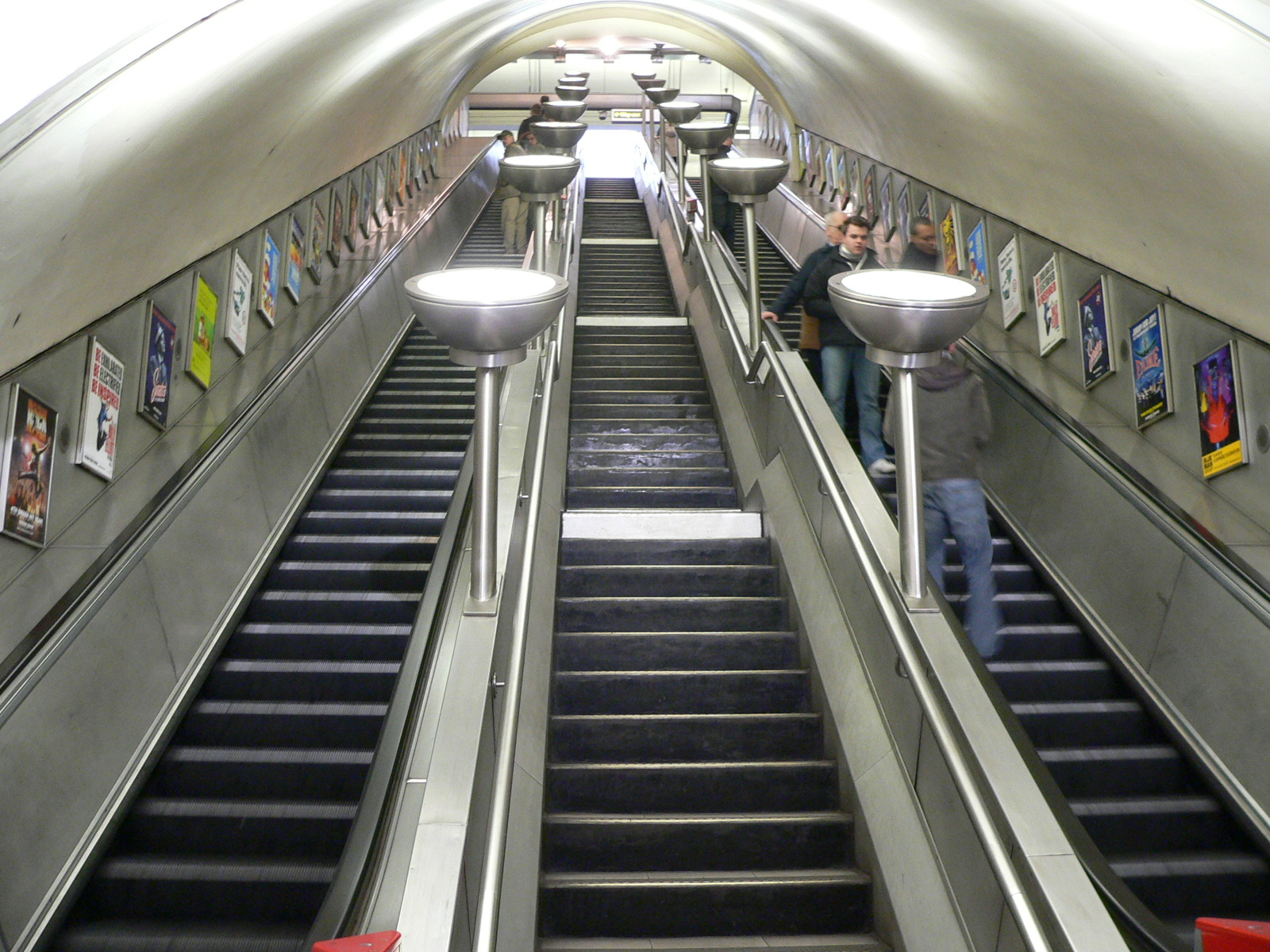
Pohled na eskalátory a schodiště
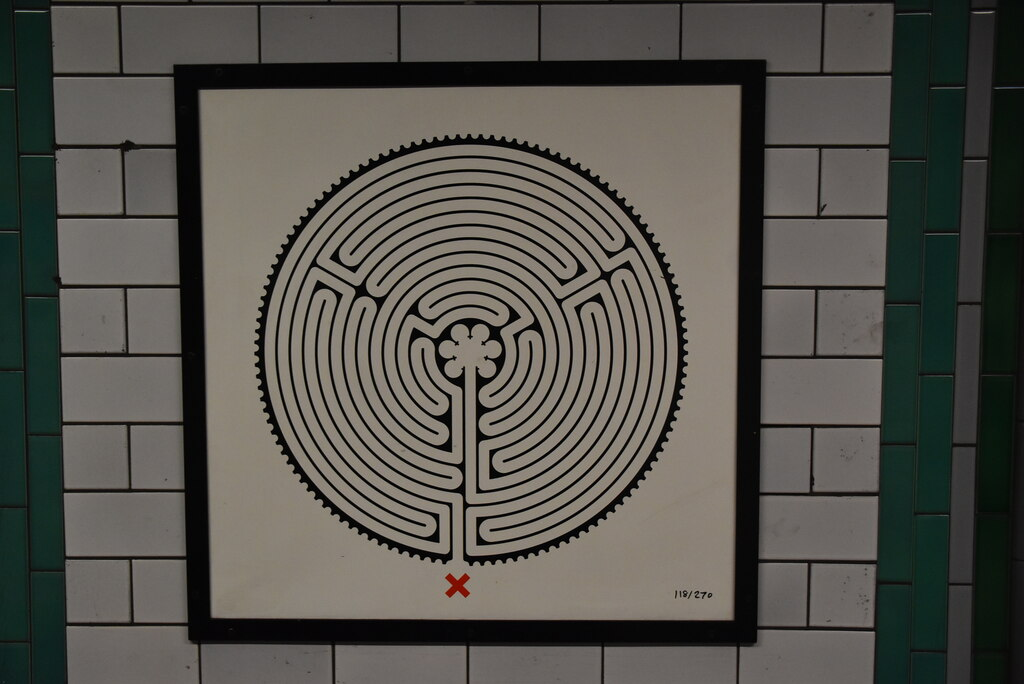
Instalace „Labyrinth“ s číslem 118